# Radomszczański
Radomszczański là một huyện thuộc tỉnh Łódzkie của Ba Lan. Huyện có diện tích 1443 km². Đến ngày 1 tháng 1 năm 2011, dân số của huyện là 116815 người và mật độ 81 người/km².